# Ludy północnohalmaherskie
Ludy północnohalmaherskie – grupy etniczne zamieszkujące północną część archipelagu Moluków we wschodniej Indonezji (prowincja Moluki Północne).
Dokładniej, zamieszkują północną część wyspy Halmahera oraz wyspy Morotai, Ternate, Tidore i zachodnią część Makian. Ich liczebność wynosi ok. 550 tys. osób. W większości są muzułmanami wyznania sunnickiego, choć są wśród nich również chrześcijanie . Niektórzy zachowują wierzenia tradycyjne.
Posługują się językami północnohalmaherskimi, zaliczanymi do rodziny zachodniopapuaskiej. Współcześnie ich rodzime języki są wypierane przez regionalną odmianę języka malajskiego, a w powszechnym użyciu na terenie prowincji jest także język indonezyjski. Pomimo pokrewieństwa językowego z Papuasami ludy te nie wyróżniają się na tle pobliskich ludów austronezyjskich, zarówno pod względem kulturowo-gospodarczym, jak i fizycznym . W czasach starożytnych ludność ta była zaangażowana w system handlu międzynarodowego łączący region śródziemnomorski z Azją Południowo-Wschodnią .

## Podział etniczny

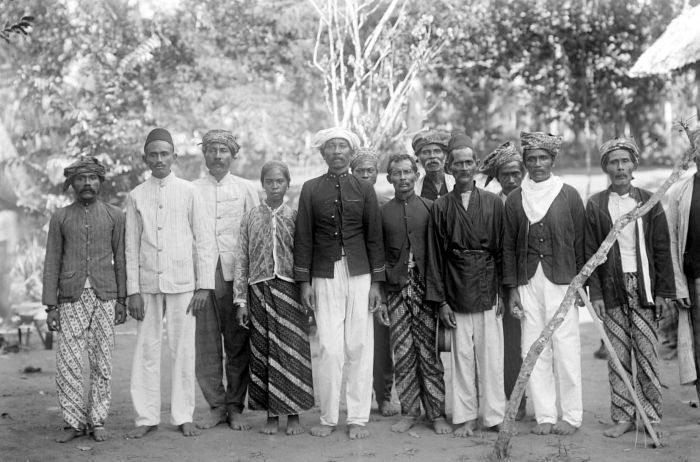
Muzułmanie z ludu Galela

Wśród głównych ludów północnej Halmahery można wymienić: Galela, Isam, Kao (Kau), Loloda (Loda), Makian Luar, Modole, Sahu, Waioli, Tabaru (Tobaru), Ternate, Tidore, Tobelo i Togutil . Ternate i Tidore zamieszkują wyspy o tych samych nazwach, a Makian Luar to odrębna językowo ludność zachodniej części wyspy Makian. Lud Isam jest też zwany Pagu, a Waioli to podgrupa Sahu. Togutil (Tugutil) to nazwa nomadycznej grupy Tobelo, precyzyjniej określanej jako Forest Tobelo. W szerszym ujęciu chodzi ogólnie o izolowane grupy tubylczej ludności.
Z perspektywy lingwistycznej ich dalekimi krewnymi są grupy zamieszkujące zachodnią część półwyspu Ptasia Głowa w północno-zachodniej Nowej Gwinei. Ethnologue (wyd. 25) podaje, że rodzina języków północnohalmaherskich obejmuje następujące języki: galela, loloda, laba, modole, pagu, tabaru, tobelo, togutil (tugutil), ternate, tidore, makian luar (makian zachodni), sahu, gamkonora, ibu, waioli, kao.
Prefiks to-, często tworzący nazwy grup etnicznych w językach północnohalmaherskich, ma niejasne pochodzenie, przy czym bywa porównywany do podobnych form w językach Celebesu.

## Gospodarka i społeczeństwo

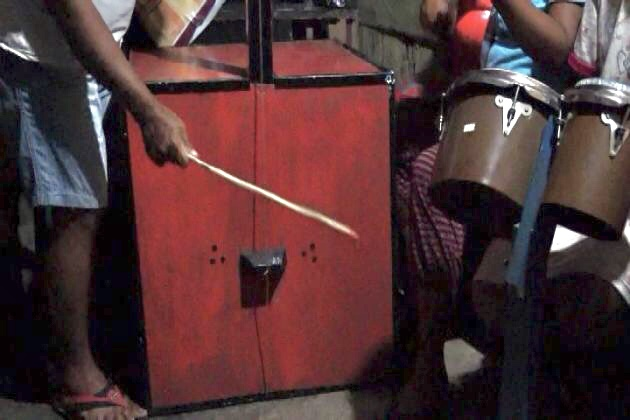
Yangere – tradycyjny instrument muzyczny

Zajmują się rolnictwem, zasadniczą rolę odgrywa pozyskiwanie kopry (w przypadku grup Tidore, Ternate i Makian Luar). Wśród takich ludów jak Tobelo, Galela, Ibu, Loda i Sahu dominuje rolnictwo ręczne, uprawa roślin korzeniowych i bulwiastych (pochrzyn, kolokazja jadalna itd.), bananów oraz w mniejszym stopniu ryżu i prosa . Ludy Togutil, Gamkonora i Kau do XX w. zajmowały się łowiectwem i zbieractwem.
Struktura społeczna jest zróżnicowana. Istnieją zarówno rozwinięte społeczeństwa klasowe (Ternate, Makian Luar), jak i grupy ludów zbierackich (np. Togutil). Podstawę organizacji społecznej tworzy społeczność wiejska . Równoległe z wpływami islamu i chrześcijaństwa zakorzenione są tradycyjne praktyki i wierzenia (np. wiara w czary i duchy, instytucja szamanów). Panuje wiara w istnienie Moro, czyli niewidzialnych istot ludzkich na Halmaherze i Morotai, które mają swoje własne społeczeństwo, wsie i miasta (niezależne od państwa indonezyjskiego) i potrafią komunikować się przez sny.
Lud Togutil (Forest Tobelo, Tobelo Dalam) jest społecznością izolowaną. Zamieszkuje lasy Totoduku, Tukur-Tukur, Lolobata, Kobekulo i Buli, na terenie Parku Narodowego Aketajawe-Lolobata.
Historycznie region północnej Halmahery znajdował się pod wpływem Sułtanatu Ternate. Na kultury i języki północnej Halmahery silnie rzutował kontakt z Ternate, a język ternate przyjął się w roli źródła zapożyczeń, języka rytualnego i języka pisanego. Od II poł. XIX w. działalność na Halmaherze prowadzili misjonarze protestanccy związani z Utrechtsche Zendingsvereeniging, którzy podjęli wysiłki na polu badań lingwistycznych i publikacji materiałów pisanych w językach północnohalmaherskich.
Dane leksykalne sugerują, że ludy północnohalmaherskie odgrywały istotną rolę w handlu morskim w rejonie Pacyfiku, docierając nie tylko do różnych zakątków wschodniej Indonezji, ale również do Cieśniny Torresa i Zatoki Papua (dzisiejsza Papua-Nowa Gwinea). O tak szerokim zasięgu ich wpływów świadczą pewne zapożyczenia, które zidentyfikowano w lokalnych językach.

## Antropologia fizyczna
Wbrew klasyfikacji lingwistycznej w dawnym ujęciu byli zaliczani do typu mongoloidalnego („malajskiego” bądź „indonezyjskiego”). Silnie przypominają mieszkańców regionów Indonezji na zachód od Halmahery, a w dodatku kultura Ternate i Tidore jest ściśle związana z kulturą zachodniej Indonezji. Zagadnienie to omawia m.in. antropolog społeczny J. Platenkamp w artykule z 1990/1996 r., łącząc kulturę tubylców z kulturami austronezyjskimi . Badania genetyczne wykazały, że ludy Ternate i Galela są bliżej spokrewnione z większością grup austronezyjskich, choć nie odpowiada to ich przynależności językowej. P. Bellwood (1998), analizując dzieje regionu, dochodzi do wniosku, że obecność azjatyckich cech antropologicznych musi wynikać z wielowiekowych małżeństw mieszanych.
Encyklopedia Narody mira podaje, że grupa ta powstała wskutek wymieszania się autochtonicznej ludności regionu z przybyszami z Azji Południowo-Wschodniej. C.L. Voorhoeve (1994), sugerując się charakterem zapożyczeń w lokalnych językach, twierdzi, że wyspa Halmahera była wcześniej zasiedlona przez użytkowników jednego z języków filipińskich – lub doszło do napływu takiej ludności przed rozpadem wspólnego prajęzyka.
R. Blust (2013, 2017) zauważa, że papuaskie cechy fizyczne w większej mierze wykazują lokalne ludy austronezyjskie, zamieszkujące obszar południowej Halmahery. Badacz tłumaczy ten paradoks złożoną historią osadnictwa na północnych Molukach oraz procesami zamiany językowej wśród obu grup ludności. Autor przywołuje w tym kontekście przykład grupy etnicznej Fataluku z Timoru Wschodniego, która również posługuje się jednym z języków papuaskich – fataluku, mimo że łączą ją związki z ludami austronezyjskimi.